# 호이뜨엉다이카인
호이뜨엉다이카인(베트남어: Hội Tường Đại Khánh / 會祥大慶 회상대경 / 1110년 ~ 1119년)은 베트남 리 왕조(李朝) 인종(仁宗) 리깐득(李乾德)의 여섯번째 연호이다. 리 왕조의 연호 중에서 역사서에서 개원 기록이 없는 연호이다.

## 개원
- 롱푸응우옌호아(龍符元化) 10년(1110년)에 연호를 호이뜨엉다이카인(會祥大慶)으로 개원함.[1][2][3]

- 호이뜨엉다이카인(會祥大慶) 11년 1월 1일[4](1120년 2월 1일)에 연호를 티엔푸주에부(天符睿武)로 개원함.[1][2][5]

## 연대 대조표
| 호이뜨엉다이카인 | 원년       | 2년        | 3년        | 4년        | 5년        | 6년        | 7년        | 8년        | 9년        | 10년       |
| 서기(西紀)       | 1110년     | 1111년     | 1112년     | 1113년     | 1114년     | 1115년     | 1116년     | 1117년     | 1118년     | 1119년     |
| 간지(干支)       | 경인(庚寅) | 신묘(辛卯) | 임진(壬辰) | 계사(癸巳) | 갑오(甲午) | 을미(乙未) | 병신(丙申) | 정유(丁酉) | 무술(戊戌) | 기해(己亥) |

## 동시대 연호

### 중국
북송(北宋)
- 대관(大觀) (1107년 ~ 1110년)
- 정화(政和) (1111년 ~ 1118년)
- 중화(重和) (1118년 ~ 1119년)
- 선화(宣和) (1119년 ~ 1125년)

요(遼)
- 건통(乾統) (1101년 ~ 1110년)
- 천경(天慶) (1111년 ~ 1120년)

금(金)
- 수국(收國) (1115년 ~ 1116년)
- 천보(天輔) (1117년 ~ 1123년)

서하(西夏)
- 정관(貞觀) (1101년 ~ 1113년)
- 옹녕(雍寧) (1114년 ~ 1118년)
- 원덕(元德) (1119년 ~ 1127년)

대리국(大理國)
- 문치(文治) (1110년 ~ 1121년)

### 일본
- 덴닌(天仁) (1108년 ~ 1110년)
- 덴에이(天永) (1110년 ~ 1113년)
- 에이큐(永久) (1113년 ~ 1118년)
- 겐에이(元永) (1118년 ~ 1120년)